# Карозелли, Анджело
Анджело Карозелли (итал. Angelo Caroselli; 10 февраля 1585, Рим — 8 апреля 1652, там же) — итальянский живописец эпохи барокко.
Творчество мастера основано на соединении разнородных художественных стилей, в которых ощутимо влияние, в первую очередь, караваджистов и бамбочадов.

## Биография

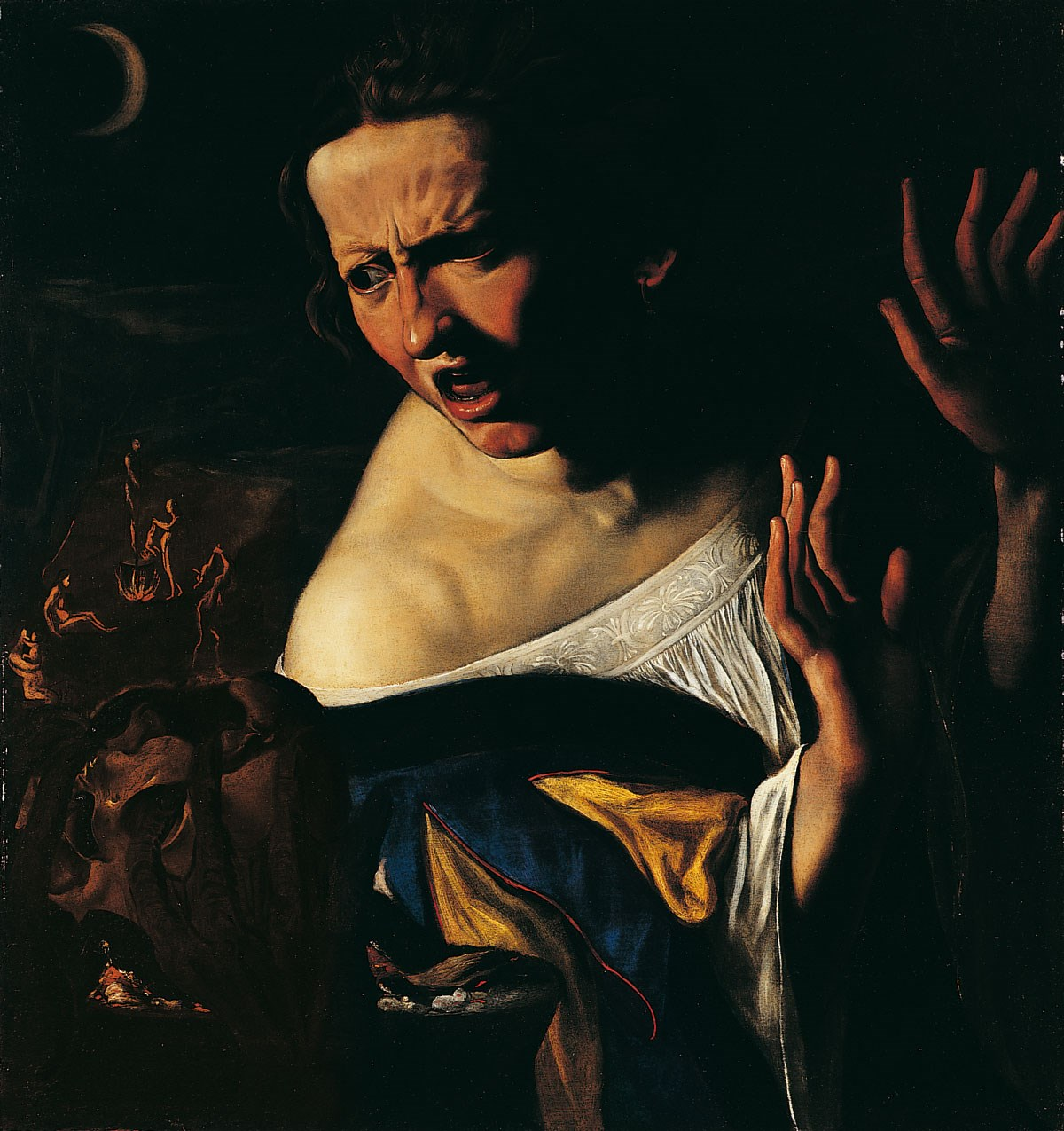
«Ведьма с вогнутым зеркалом»

Сын торговца произведениями искусства. Историки искусства пишут, что Карозелли был самоучкой, не получил специального обучения, не был связан с мастерами живописи, не имел покровителя, с большими трудами сделал карьеру, хотя и плохо оплачиваемую. Обладал твёрдым характером, стремился угодить дамам.

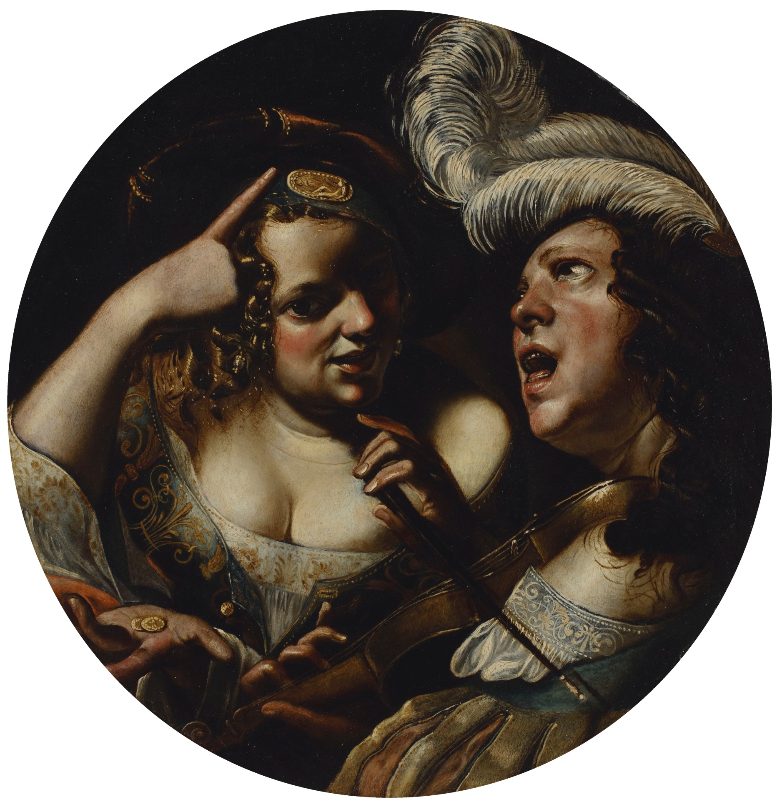
Аллегория любви

Уже в 1604 году его имя включено в список Академии Св. Луки. Однако в 1605 он был исключен из реестра Академии после принятия статьи, по которой минимальный возраст художника был поднят до 30 лет. Такова была участь художников-самоучек, таких как Карозелли, с которыми боролось консервативное большинство Академии.
Карозелли, как и сам Караваджо, начинал в рядах переписчиков и реставраторов, и имел репутацию прекрасного имитатора, выдававшего свои поддельные работы за подлинники. Эффективно копировал работы Тициана и Рафаэля. Писал картины на религиозные и мифологические темы.
Никола Пуссен не смог отличить «Мадонну» Карозелли от оригинала Рафаэля.
В поисках работы покинул Рим и отправился во Флоренцию и Неаполь, где провёл несколько лет.
После возвращении в Рим был обвинён в попытке продать подделки, созданные им в стиле великих мастеров, в связи с чем пользовался низкой репутацией.
Воспитал несколько известных учеников, среди которых Пьетро Паолини и его сын Карл Карозелли.
Среди его работ самыми известными являются изображения Святого Петра и Святого Андрея для церкви Montecalvario в Неаполе, святых пророков на потолке часовни в Санта-Мария-ин-Валичелла, три полотна для часовни, слева от входа в Санта-Франческа-Романа в Риме. В римской церкви Сан-Грегорио-Маньо на Целии он написал полотно «Избиение святых и мучеников в Японии». Известна его картина Св. Вацлава в Квиринальском дворце.
Карозелли занимался также исследованием оптических эффектов в живописи. На полотне «Ведьма с вогнутым зеркалом» видно отражение самого художника за мольбертом.